# Вирџинија Сити (филм)
Вирџинија Сити (енгл. Virginia City) је вестерн филм из 1940. режисера Мајкла Кертиза са Еролом Флином, Миријам Хопкинс и Рандолфом Скотом у главним улогама.